# Gaston Mendy
Gaston Mendy (n. 22 noiembrie 1985, Dakar, Senegal) este un fotbalist senegalez retras din activitate, care a jucat pe post de mijlocaș la echipe ca U Cluj, FC Farul și Dunărea Călărași.